# Aplidium foliaceum
Aplidium foliaceum is een zakpijpensoort uit de familie van de Polyclinidae. De wetenschappelijke naam van de soort is voor het eerst geldig gepubliceerd in 1900 door Sluiter.